# 鉄男
『鉄男』（てつお）は、1989年に公開された塚本晋也監督による日本映画作品。

## あらすじ
"やつ"は自らの体に肉体改造を施すが、失敗。蛆のわいている自分の脚に驚き、外に飛び出した瞬間に車に轢かれてしまう。
一方、平凡なサラリーマンである"男"はある朝に自分の頬から金属片が出ているのに気づく。彼の日常はその日を境に一変し、自分の体が次第に鉄化していくのに困惑する。
全ては男が車で轢き、山林に遺棄した"やつ"の復讐であった。
やがて全身が鉄に覆われたとき、男はやつと対峙する事となるが…。

## エピソード
- タイトルは大友克洋の漫画『AKIRA』の登場人物「鉄雄」に由来しているという説があるが、『鉄男』の製作を開始した当時『AKIRA』の中の「鉄雄」は未だ鉄になっていなかった、と塚本晋也自身、雑誌のインタビューで語っている。
- 諸星大二郎の漫画『生物都市』との類似点が指摘されており、実際に塚本晋也自身も『生物都市』を過去読んでいたが、制作段階では作品の存在自体を忘れていた。そのため指摘を受けてから類似点に気付いた。
- 2012年公開の映画『桐島、部活やめるってよ』の中で、映画好きの主人公、前田涼也が日曜日にシネコンで見ていた映画が『鉄男』である。クライマックスシーンの映像も使用されている。

## 登場人物(キャスト)
男：田口トモロヲ
普通のサラリーマンだったが、"やつ"の仕業により体全身が金属に覆われていく。
やつ：塚本晋也
"男"の車に轢かれ、頭に金属棒が刺さってしまったことで、金属を人間の体に同化させ、意のままに操るNEW WORLDの能力を身につける。ゼッケン番号は"×"。
女：藤原京
"男"の恋人。
眼鏡の女：叶岡伸
読書好きの平凡なOLだったが、"やつ"に操られ男を襲う刺客となる。
医者：六平直政
頭に金属棒が刺さった"やつ"の身体を診察した。
謎の浮浪者：石橋蓮司
"やつ"の目的を邪魔するかのように、"男"を襲った謎のホームレス。

## スタッフ
- 製作：海獣シアター
- 監督・脚本・美術・照明・特撮・編集：塚本晋也
- 音楽：石川忠

## 受賞履歴
- ローマ国際ファンタスティック映画祭グランプリ（1989年）

## シリーズ作品
普通サイズの怪人
1986年制作。厳密にはシリーズ作品ではないが、「鉄男」の原型になった作品。「鉄男」と同じく、田口トモロヲ、藤原京、塚本晋也が出演している。
鉄男II BODY HAMMER
1992年10月3日公開。シリーズ第2作であるがストーリーは繋がっていない。
鉄男 THE BULLET MAN
2010年5月20日公開。本作より約20年後に制作のシリーズ第3作。